# Emily Elizabeth Holman
Emily Elizabeth Holman (Pensilvania, 2 de febrero de 1854 – 13 de septiembre de 1925), más conocida por su nombre profesional de E. E. Holman, fue una de las primeras mujeres arquitectas de Pensilvania. Fue activa a partir de los 1880 hasta su jubilación en 1914 y era responsable de proyectar varios sitios históricos importantes como la casa de Goold en el distrito histórico de Wilder, Vermont y el National Seminary Park entre muchos otros.

## Biografía
No se sabe mucho de los primeros años de la vida de Emily Elizabeth Holman, pero se conoce que, en el año 1872, tuvo una hija, Louise B. Edwards. Se sabe que cuando se casó con David Shepard Holman (1827-1901), científico viudo, se la nombraba como Lillie Edwards. No tuvo hijos de este matrimonio y tras la muerte de su marido siguió trabajando como arquitecta tomando como nombre profesional como E. E. Holman.
Al inicio de su carrera trabajó como oficinista en una firma de arquitectura, en la que reconocieron su talento, ya que fue capaz de aprender el oficio y se convirtió en la persona que dibujaba y diseñaba por proyectos para sus colegas de oficina. Es así como en 1893 decide independizarse y abrir su propia firma que llamó E. E. Holman, en un intento deliberado de hacer su género irrelevante, y que ubicó en el número 1020 de Chestnut Street, Philadelphia, Pensilvania. En sus inicios como arquitecta independiente construyó tanto espacios residenciales como públicos, incluyendo la casa de verano de John Hay, Secretario de Estado en el gabinete de McKinley; para el actor, Francis Wilson, su segunda residencia en el lago Mahopac, Nueva York; la mayoría de los edificios en el Seminario del parque nacional fuera de Washington D. C.; y casas desde Canadá a Jamaica y en cada estado de los Estados Unidos excepto Misisipi. Muchos de sus clientes eran hombres de negocios prominentes, tales como Thomas C. Cairns, Gerente General de la Compañía de Cemento de Portland de Alabama; Nathaniel K. Davidyan, un inmigrante de Armenia, que era un comerciante de alfombras turcas; la casa Tanner, de un banquero de Ouray, Colorado; Almon Penfield Turner, presidente de la Canadian Copper Company; y Henry K. Wick, un ejecutivo de minería de carbón en Youngstown, Ohio.
Holman también publicó libros. El primero en 1884, casi una década antes de que ella comenzara su propia práctica. Publicó varios volúmenes de libros de planos y los puso al día regularmente con el nuevo material así como anuncios en periódicos y revistas, tales como el Ladies Home Journal.
Trabajó en una variedad de estilos diferentes, pero predominantemente su trabajo se centró en casas residenciales, en las que adaptó el estilo artesano americano y agregó a menudo elementos de estilos neoclásicos o coloniales. Se retiró en 1914.

## Proyectos destacados

### Wilder Village Distrito Histórico
Sito en el número 54 de la avenida de Norwich, en Wilder, Vermont, esta casa fue diseñada siguiendo las pautas del estilo reina Ana en 1895, para un comerciante prominente, Thomas Goold y su esposa, Sarah. Tiene un frente típico asimétrico y es una de las pocas viviendas en la ciudad que fue construido siguiendo las especificaciones de profesionales. Holman dibujó los planos en 1895 y la Hartford Historical Society, en Hartford, Vermont, conserva algunos de los planos originales. En 1999, el Wilder Village Historic District fue incluido en el Registro Nacional de Lugares Históricos.
El National Park Seminary fue un proyecto que duró varios años y según una entrevista en el New York Tribune, Holman creó casi todos los edificios del sitio. Sobre un hotel / casino que ya existía y que fue comprado por Juan y Vesta Cassedy en 1894, los nuevos propietarios idearon la creación de una escuela exclusiva en aquel sitio. Se construyeron unos 20 edificios más, aunque algunos, como el salón de baile, fueron agregados más tarde y no formaban parte de los diseños de Holman. Además de los ocho clubes de la hermandad construidos entre 1894 y 1904, están la capilla (1898), el dormitorio de Aloha (1898), la biblioteca de Miller (1901), el teatro de Odeon (1907), el gimnasio (1907) y un dormitorio italiano.
El ejército de Estados Unidos compró la característica en 1941 e incorporó el sitio como parte del centro médico del ejército de Walter Reed. Durante el período en que operó como hospital algunas alteraciones interiores y exteriores, que cambiaron la "integridad histórica de las estructuras" se hicieron. En un intento por evitar un mayor deterioro o pérdida significativa, en 1972, los edificios restantes fueron designados en el Registro Nacional de Lugares Históricos.

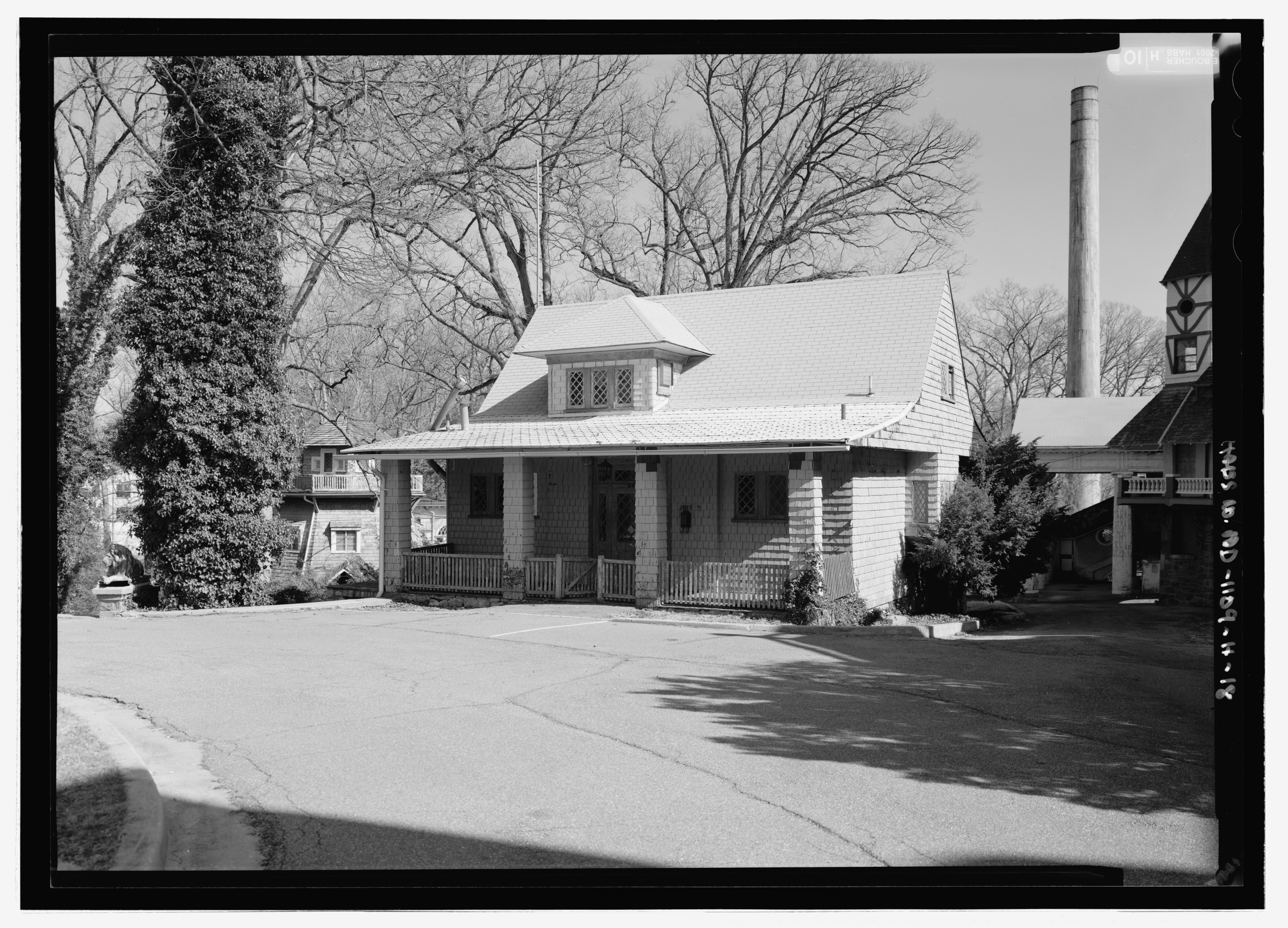
Casa de Alpha Epsilon Pi Sorority
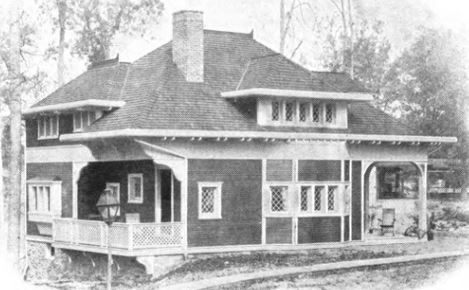
casa de Chi Omicron Pi Sorority
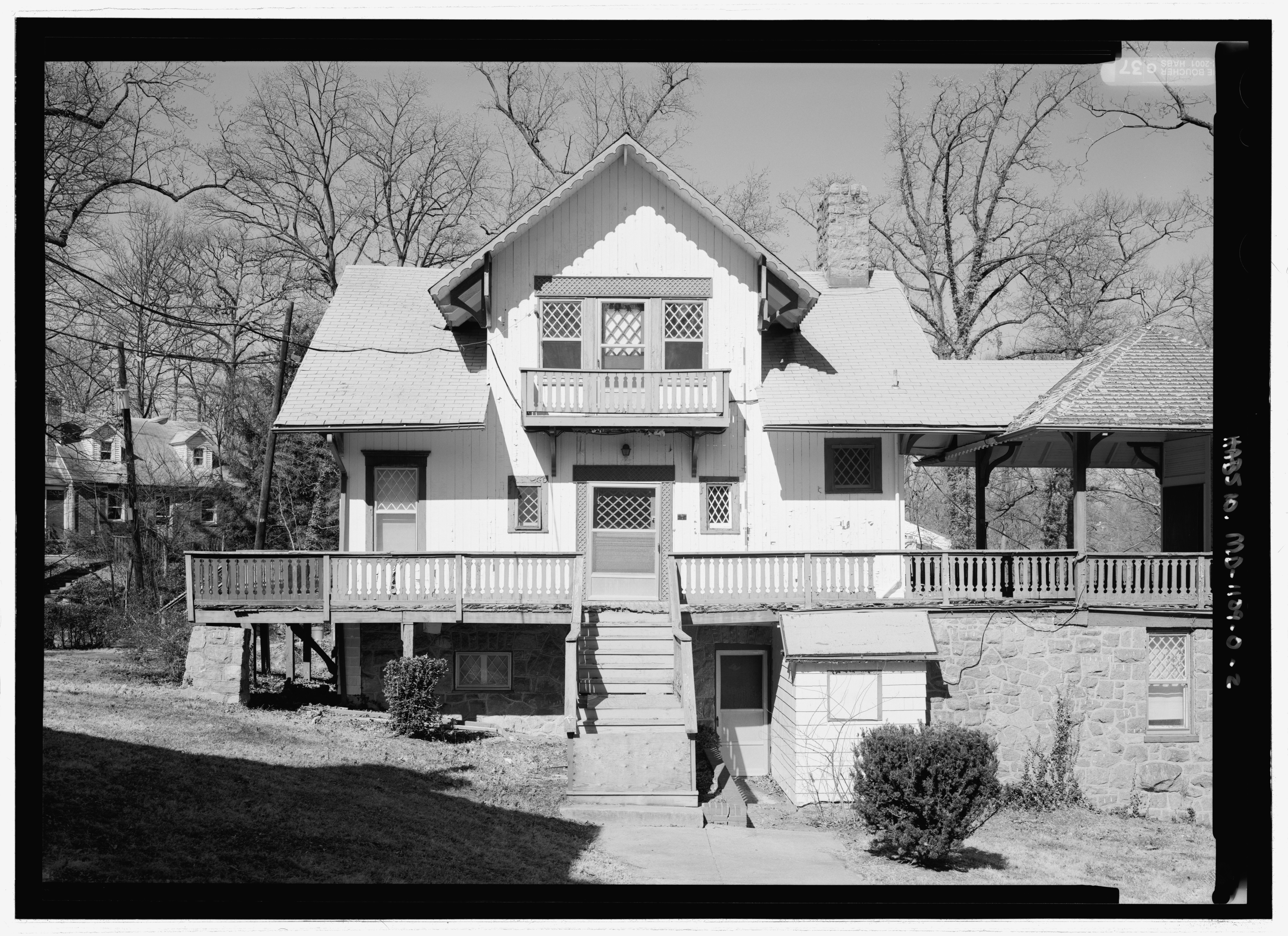
Casa de Zeta Eta Theta Sorority
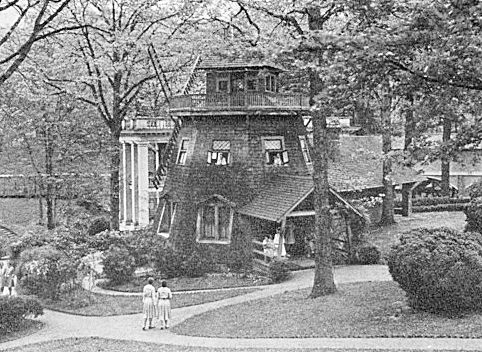
Casa de Kappa Delta Phi Sorority

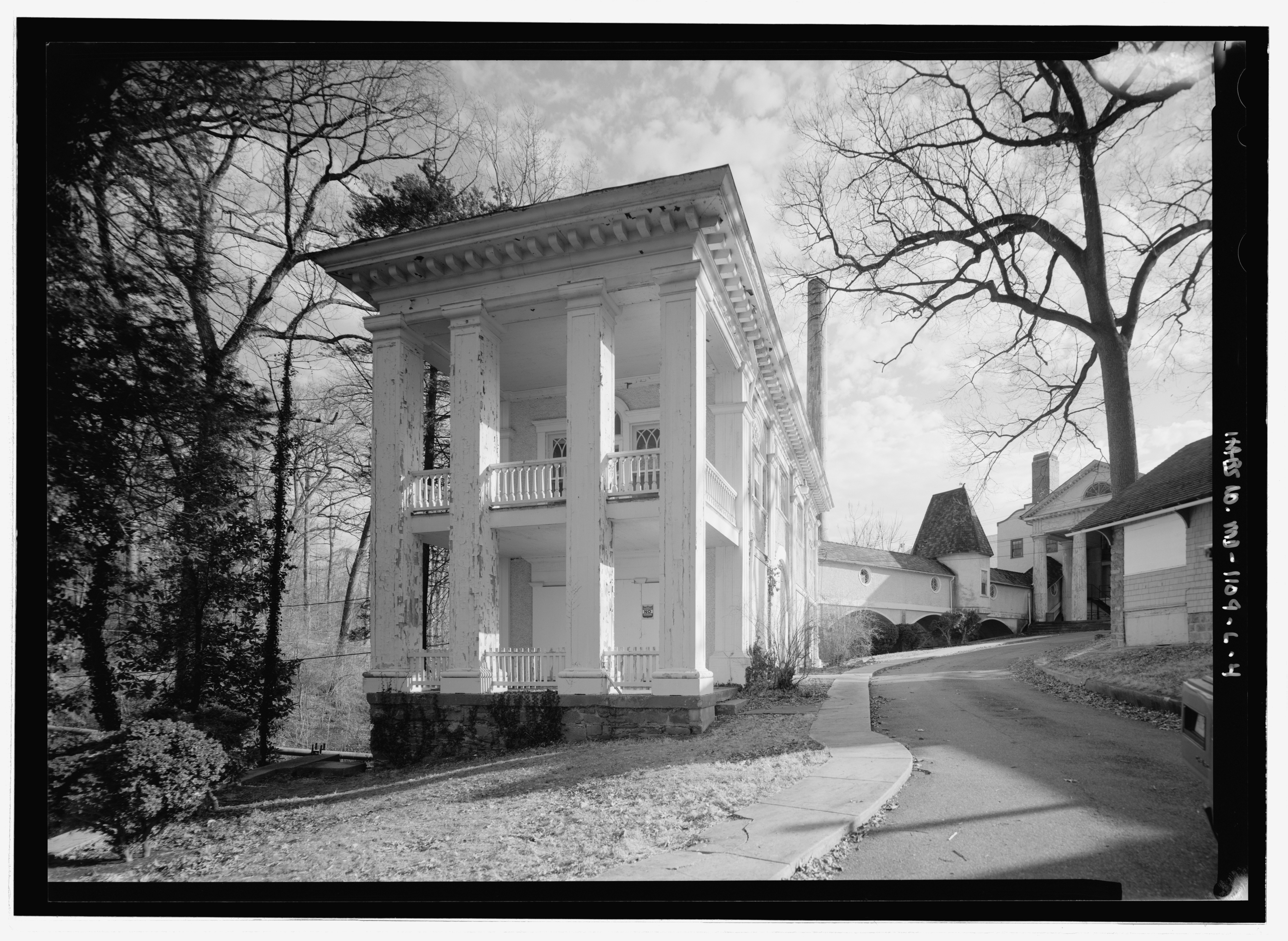
Casa de Phi Delta Psi Sorority
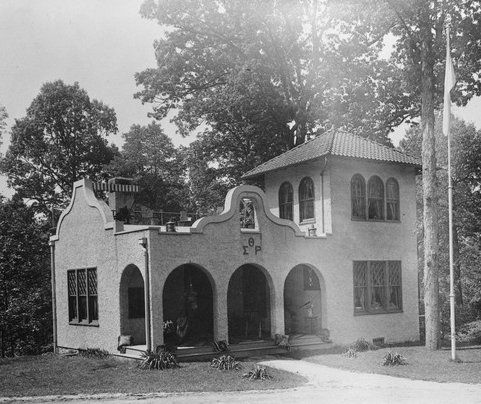
Casa de Theta Sigma Rho Sorority
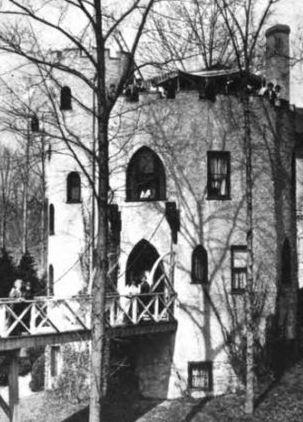
Casa de Pi Beta Nu Sorority
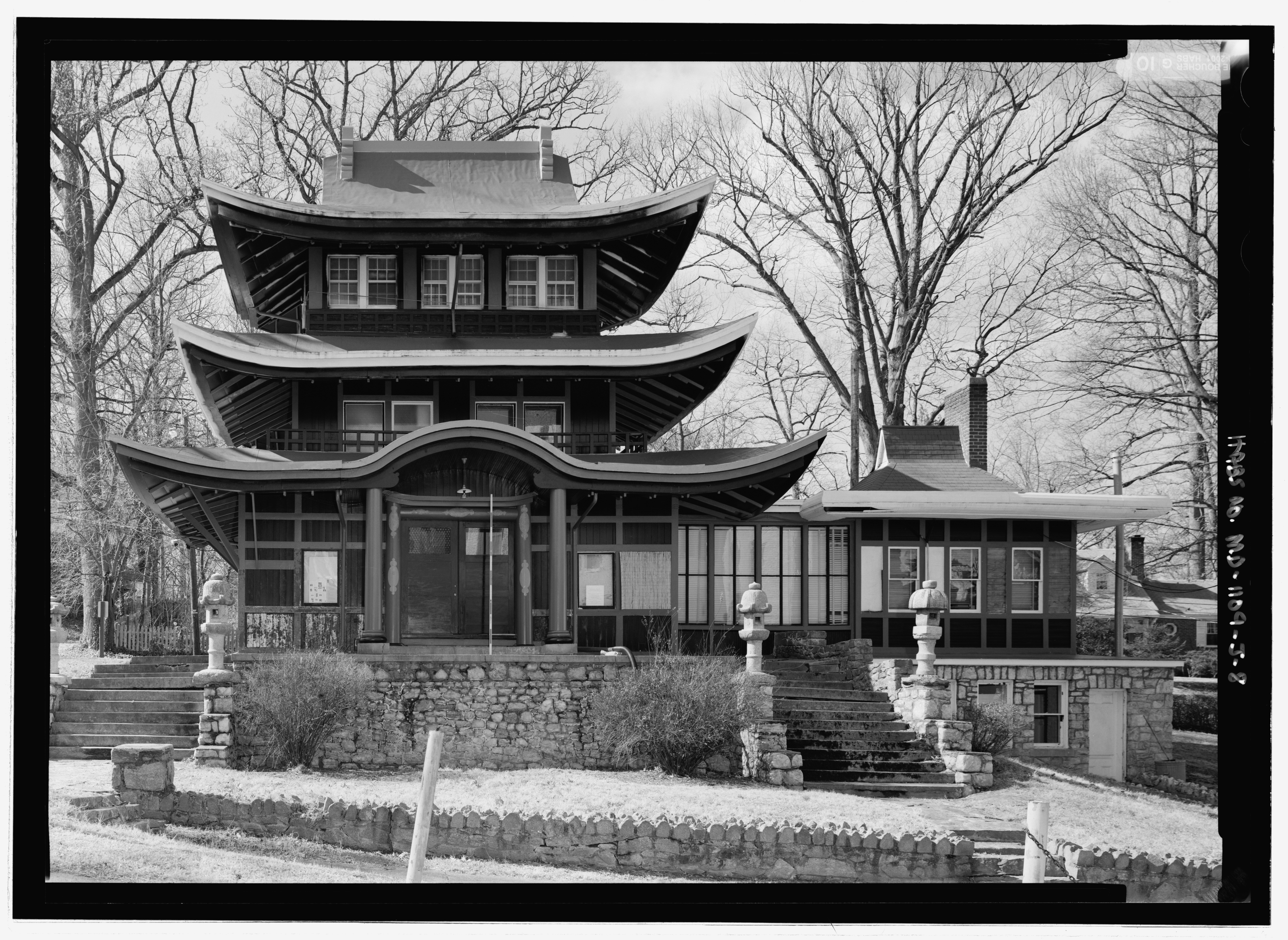
Casa de Chi Psi Upsilon Sorority

Cada una de las cabañas de la propiedad fueron diseñadas por Holman y las chicas de cada hermandad seleccionaron los planos bajo los cuales se diseñó su casa club. Estas casas club no eran residencia de las estudiantes, pero fueron utilizados para funciones sociales. El primer búngalo fue construido para la hermandad Alpha Epsilon Pi Sorority formada en 1895. Construido siguiendo el estilo de búngalo de la costa este, siendo la materia prima para su construcción madera de roble, de los mismos árboles que habían sido talados para despejar el sitio. El segundo búngalo construido fue para la casa Chi Omicron Pi ("Chiopi") Sorority, que se había formado en 1894, pero cuya casa club no se construyó hasta después de la finalización de Alpha. Construido en 1896, presenta como innovación los bordes levantados que le daban una mirada oriental. El tercer club construido fue para el Zeta Eta Theta Sorority en 1898. Fue construido en el estilo de un chalet suizo y se trasladó de su sitio original cuando el salón de baile fue construido en 1927.
El Kappa Delta Phi Sorority se formó en 1899 y seleccionó como diseño, dentro de los planos presentados por Holman, un molino de viento holandés. El quinto búngalo fue construido en 1903 para el Phi Delta Psi Sorority en el estilo Revival Colonial, con elementos georgianos y neoclásicos. Originalmente se intentó emular una casa de guarda Inglés, pero la carretera por debajo nunca se completó. El sexto búngalo fue construido para la Theta Sigma Rho Sorority, que se formó en 1903. Las hermanas de la hermandad escogieron el estilo español Revival Misión para su casa club. Era el primer ejemplo del estilo de la Misión en el área metropolitana de Washington D. C. y su interior ofreció las alfombras y el mobiliario auténticos del nativo americano de Nuevo México. Pi Beta Nu Sorority se formó en 1903, pero su casa club no se construyó hasta 1904. Las chicas eligieron un castillo de estuco circular, basado en un diseño británico completo con un puente levadizo.
El último de los clubes a ser terminado era quizás el más distintivo. Fue construido para el Chi Psi Upsilon Sorority en 1904 y está en el estilo de una pagoda japonesa. Su interior ofreció una estatua de Buda así como muchos detalles auténticos.
En 1898 se construyó la capilla. Se trata de un edificio rectangular de estuco con un campanario y adornos de madera. Presenta vitral típico de finales del siglo XIX. Originalmente la capilla tenía asientos estilo auditorio en terciopelo verde, pero el ejército los reemplazó por bancadas (con el inicio de la Segunda Guerra Mundial, el Ejército de los Estados Unidos comenzó a planificar las necesidades médicas de los soldados que regresaban. En 1942, la propiedad fue adquirida por el Walter Reed Army Hospital como una instalación médica para los soldados discapacitados, cerrando así la universidad. Pero cuando el presupuesto del Ejército perdió fondos del Congreso de Estados Unidos durante los años 1960-1970, no se podía mantener el espacio y se transfirió a la Administración de Servicios Generales para encontrar un nuevo propietario.)
El Aloha Dormitory también fue construido en 1898 y es de estuco con acabado de madera. El porche presenta una serie de arcos apoyados por cariátides.
En 1901, Holman construyó la biblioteca de Miller, que no es la biblioteca característica, pero fue construida para almacenar una colección de libros raros para Dewitt Miller, un amigo personal de los Cassedys.

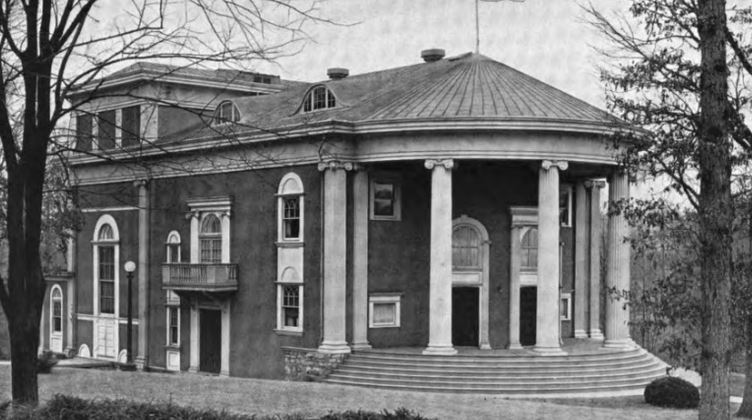
Teatro Odeon

La banda de estuco alrededor del exterior del edificio marca la ubicación interior del nivel del entresuelo. Una oficina en el nivel superior es considerada como la residencia de Miller cuando visitó la propiedad. Después de la finalización de los clubes, se llevaron a cabo los proyectos del Teatro Odeón y el nuevo gimnasio en 1907. Ambos en el estilo renacimiento griego, aunque los elementos son más fuertes en el gimnasio. El teatro es una bahía semicircular con un pórtico de columnas jónicas. El gimnasio de tres pisos tiene un pórtico sostenido por seis columnas corintias. La entrada está flanqueada por dos ventanas y la fachada central cuenta con un entablamento soportado por dos pilastras y una ventana de arco redondo en el pico.
El gimnasio se sometió a un proyecto de renovación y restauración en 2014, pero el teatro se quemó en 1993. 

### Buena Vista

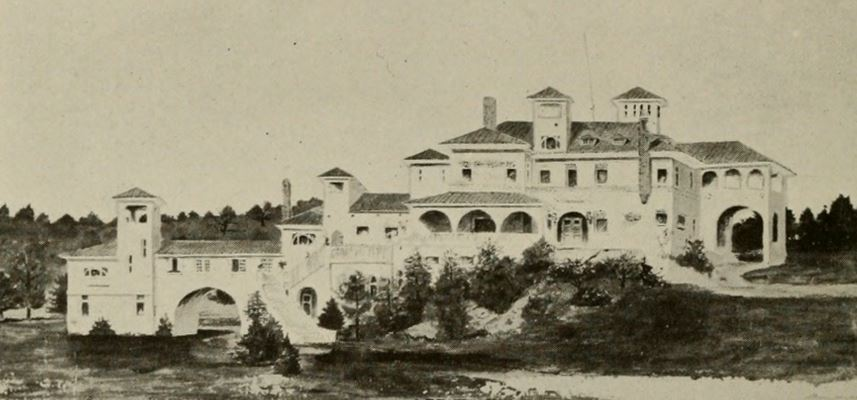
Buena Vista, Old Greenwich, Connecticut.

Joseph Dillaway Sawyer, biógrafo de George Washington, compró una granja de 78 acres de la viuda Sabina Bowen en 1886 en Old Greenwich, Connecticut, con intención de construir y dividir el terreno en parcelas como casas de verano para los neoyorquinos.
Cuando Sawyer compró la granja, seleccionó un sitio que él imaginó como la localización de un "castillo árabe." 
Aunque escribió un libro sobre su desarrollo de las casas en otros sitios y diseñó sus planos él mismo, Sawyer contrató a Holman para diseñar su mansión del estilo italiano. La casa muestra un exterior estucado, las torres acabadas en grandes vanos, generalmente rectangulares cubiertos por tejados a cuatro aguas cubiertos de tejas cristalizadas a modo de azulejos. También presenta torres acabadas en ventanas en forma de arco de medio punto. El interior tenía múltiples escaleras hasta las torres de la vivienda de cuatro pisos. Además de tenía una biblioteca con paneles de caoba y un comedor de igual tamaño, además de la sala de billar, cuartos de sirvientes y varios dormitorios, así como chimeneas en cada piso. La casa fue construida para seguir los contornos de la colina sobre la que se construyó y proporcionó una vista panorámica de Long Island. La casa estaba programada para la demolición debido a su estado deteriorado en 2014.

## Edificios
- 1894–1907 numerosos edificios situados en Linden Lane, Forest Glen, Maryland el cual forma parte del National Park Seminary.[15]
- 1895 residencia en Woodbridge Township, New Jersey.[7][36]
- 1895 C. P. Havaland residencia, Camden, New York.[7][36]
- 1895 residencia in Hatboro, New Jersey[7][36]
- 1895 Thomas P. Goold residencia, Wilder, Vermont, estilo reina Ana[37]
- 1898 I. W. C. Rylund residencia, Friendsville, Pensilvania[7][36]
- 1900 Casa de Joseph Dillaway Sawyer en Old Greenwich, Connecticut, arquitectura italizanizante.
- 1900 residencia en Jamaica[3]
- 1901 Casa de Frank P. en Ouray, Colorado,[8]
- 1901 Thomas C. Cairns residencia Demopolis, Alabama[6][36]
- 1901 A. P. Turner residencia Copper Cliff, Ontario, Canadá,[38]
- 1901 H. K. Wick residencia, Youngstown, Ohio[7][36]
- 1901 W. S. Morse residencia Seaford, Delaware[39]

- 1901 Dr. J. R. Goodloe residencia Demopolis, Alabama[7][39]
- 1901 residencia en Garden City, Long Island, New York[39]
- 1901 residencia en Coronado, California.[7]
- 1906 Horace R. Moses house "Chestnut Hill" Philadelphia, Pensilvania[7][39]
- 1907 W. T. Stewart Home en Corsicana, Texas,[14]
- 1908 residencia Englewood, New Jersey,
- 1908 N. R. Davidyan residencia y establo, Moorestown, New Jersey,[40]
- Antes de 1910, la segunda residencia de Francis Wilson, "The Hill" Lake Mahopac, New York[41]
- 1909 J. E. Wing residencia, Mechanicsburg, Ohio, en estilo Neocolonial británico.[42]
- 1915 C. E. Cox residencia, Pennington, New Jersey[7][39]

## Publicaciones
- Holman, E. E. (1894). Picturesque Cottages: 32 New and Original Designs. Philadelphia.[43]
- Holman, E. E. (1901–1903). Picturesque Summer Cottages: Containing 35 New and Original Designs. 3 vols. Philadelphia.[43]
- Holman, E. E. (1903). Picturesque Summer Cottages: Designs for Summer Homes, Camps and Slab Cabins. Vols I–II. Philadelphia.[44]
- Holman, E. E. (1903). Picturesque Summer Cottages: Designs for Stone, Shingle and Rustic Summer Cottages and Bungalows. Vol III. Philadelphia.[44]
- Holman, E. E. (1904). New Picturesque Cottages: Containing Original and Beautiful Designs for Suburban Homes from $2,800 to $6,000. Philadelphia.[44]
- Holman, E. E. (1906). A Book of Bungalows: Containing 30 New and Original Designs. Philadelphia.[43]
- Holman, E. E. (1907). Picturesque Suburban Homes: 30 Designs from $3,000 to $10,000. Philadelphia.[43]
- Holman, E. E. (1908). Picturesque Camps, Cabins and Shacks: Containing 40 New and Original Designs. Philadelphia.[43]
- Holman, E. E. (1909). Picturesque Suburban Houses. Philadelphia.[45]